# Gerd Wessig
Gerd Wessig (* 16. července 1959, Lübz, Meklenbursko-Přední Pomořansko) je bývalý východoněmecký sportovec, atlet, který získal na letních olympijských hrách v roce 1980 v Moskvě zlatou medaili ve skoku do výšky.
Olympijské zlato získal 1. srpna v novém olympijském a světovém rekordu 236 cm. Jako první a jediný výškař v historii vytvořil na olympiádě nový světový rekord. O devět cm tehdy vylepšil rekord Poláka Jacka Wszoły, který na předchozích hrách v Montrealu překonal coby devatenáctiletý 225 cm. V Moskvě získal polský výškař stříbro za 231 cm. Světový rekord Gerda Wessiga překonal 11. června 1983 o jeden cm čínský výškař Zhu Jianhua.
Později se začal věnovat desetiboji. Jeho osobní rekord, který si vytvořil 23. května 1983 v Neubrandenburgu má hodnotu 8 015 bodů (podle nových bodovacích tabulek z 1. ledna 1985 činí součet 7 974 bodů). Kvůli zraněním se později vrátil zpět k výšce. V roce 1985 skončil druhý na evropském poháru v Moskvě. Na mistrovství Evropy 1986 ve Stuttgartu obsadil sedmé místo. O rok později skončil třetí na evropském poháru v Praze s výkonem 226 cm.
Je ženatý s bývalou dálkařkou Christine Schimaovou (7. na mistrovství Evropy 1982). Jeho syn Daniel Wessig (* 1988) se věnuje házené.